# George G. Sumner
George G. Sumner, född 14 januari 1841, död 20 september 1906, var en amerikansk politiker som var borgmästare i Hartford och senare viceguvernör i Connecticut från 1883 till 1885.

## Tidigt liv
Sumner föddes i Hebron, Connecticut, den 14 januari 1841. Han växte upp i Bolton, Connecticut, men flyttade till Hartford i unga år. Han antogs till advokatsamfundet 1864 och började praktisera som advokat.

## Politisk karriär
Sumner var medlem av Demokraterna. Han valdes till Connecticuts representanthus 1867 för Bolton. Han valdes till borgmästare i Hartford 1878 i ett val mot Morgan Bulkeley, som kom att efterträda Sumner som borgmästare och senare blev guvernör i Connecticut. Sumner var borgmästare till 1880.
Han nominerades till viceguvernör i valet 1882, tillsammans med guvernörskandidaten Thomas M. Waller och valdes med stor majoritet. Det var tack vare Sumners personliga popularitet som han och Waller vann. Waller och Sumner tjänstgjorde i en mandatperiod, från den 3 januari 1883 till den 8 januari 1885.
Sumner var ledamot av Connecticuts senat för 1:a distriktet 1887-88.

## Senare år
Sumner avled på ett sjukhus i Hartford, Hartford County, Connecticut, den 20 september 1906.